# San Salvador (stad)
San Salvador is de hoofdstad van het Midden-Amerikaanse land El Salvador. De stad is gelegen in het gelijknamige departement San Salvador, waarvan het de hoofdplaats is. San Salvador werd gesticht in 1528 en had in 2016 als gemeente 248.000 inwoners op een oppervlakte van 72 km². De meer dan 600 km² tellende oppervlakte van de periferie van de stad bevatte ongeveer 2,1 miljoen inwoners.
San Salvador wordt regelmatig getroffen door aardbevingen want de stad ligt op een erg actieve breuklijn. De stad werd in het verleden getroffen door zware aardbevingen in 1575, 1593, 1625, 1656 en 1798. In de 19e eeuw waren er zware aardbevingen in 1839, 1854, 1873 en 1891. Vooral de aardbeving van 1854 was erg zwaar waardoor bijna alle gebouwen in de stad vernield werden. Naast de stad ligt aan de westzijde de vulkaan San Salvador en aan de oostzijde de vulkanische caldera van het meer Lago de Ilopango.
In de stad bevindt zich een universiteit en het Museo de la Palabra y la Imagen (Museum voor Woord en Beeld) op het gebied van de cultuur en geschiedenis van El Salvador.
De stad heeft een internationale luchthaven, de enige commerciële luchthaven van het land.

## Religie
San Salvador is de zetel van een rooms-katholiek aartsbisdom.

## Stedenbanden
- Los Angeles (Verenigde Staten)
- Mexico-Stad (Mexico)

## Geboren
- José Gustavo Guerrero (1876-1958), minister, diplomaat en rechter
- Matilde Elena López (1919–2010), dichter, essayiste, dramaturge en critica
- Jorge González (1958), voetballer
- Mauricio Funes (1959-2025), president van El Salvador (2009-2014)
- Jaime Rodríguez (1959), voetballer
- Rolando Molina (1971), acteur
- Joel Aguilar (1975), voetbalscheidsrechter
- Nayib Bukele Ortez (1981), politicus; president van El Salvador sinds 2019